# Dolichostyrax longipes

Dolichostyrax longipes  (лат.) — вид жуков-усачей рода Dolichostyrax из подсемейства Lamiinae. Юго-Восточная Азия.

## Распространение
Ориентальная область: Сабах (остров Борнео), восточная Малайзия.

## Описание
Мелкие бескрылые жуки-усачи (задние крылья отсутствуют). От близкого вида Dolichostyrax moultoni отличается утолщённым на вершине бульбовидным скапусом усика и строением гениталий.
Длина вытянутого или овального тела у самцов около 1 см (в диапазоне 9,4 — 11,8 мм; ширина 3,5 — 4,3 мм), у чуть более крупных самок длина от 11,1 до 12,5 мм (ширина от 4,3 до 4,9 мм). Основная окраска коричневая; усики и лапки светлее. Формула лапок 4-4-4. Формула голенных шпор 2-2-2. Коготки простые, эмподиум отсутствует. Тело покрыто коротким желтовато-коричневым опушением с вкраплением частичек почвы.
Вид был впервые описан в 1913 году шведским энтомологом Пер Олофом Кристофером Ауривиллиусом.
От других близких видов имаго отличаются мандибул с одним вершинным зубцом (у Borneostyrax cristatus двухзубчатая вершина жвал) и соотношением члеников усиков: III-й членик усика длиннее, чем XI-й антенномер (у представителей близкого рода Microdolichostyrax III-й антенномер короче, чем XI-й). Валидный статус вида был подтверждён в ходе ревизии, проведённой в 2016 году чешскими энтомологами Радимом Габричем (Radim Gabriš), Робином Кундратой (Robin Kundrata) и Филипом Трнком (Filip Trnka; Palacky University, Оломоуц, Чехия).